# 卡拉伊·米克洛什
納吉卡洛·卡拉伊·米克洛什（匈牙利語：nagykállói Kállay Miklós，1887年1月23日—1967年1月14日）是匈牙利的一位政治家，在二战期间于1942年3月9日至1944年3月22日担任匈牙利总理。1942年，匈牙利摄政海军上将霍尔蒂试图在自己与希特勒政权之间拉开距离。他解雇了亲德的总理巴尔多希·拉斯洛，取以温和派的卡拉伊取而代之，霍尔蒂预计他会放松匈牙利与德国的联系。卡拉伊成功地破坏了与纳粹德国的经济合作，保护了难民和囚犯，抵制了纳粹对犹太人的压力，与盟军建立了联系，并就匈牙利转而反对德国的条件进行了谈判。然而由於盟军的距离不够近。1944年3月德国人進行反擊，在瑪格麗特行動下占领了匈牙利。卡拉伊躲藏起来，但最终被纳粹俘虏，最後於战争结束后被释放。

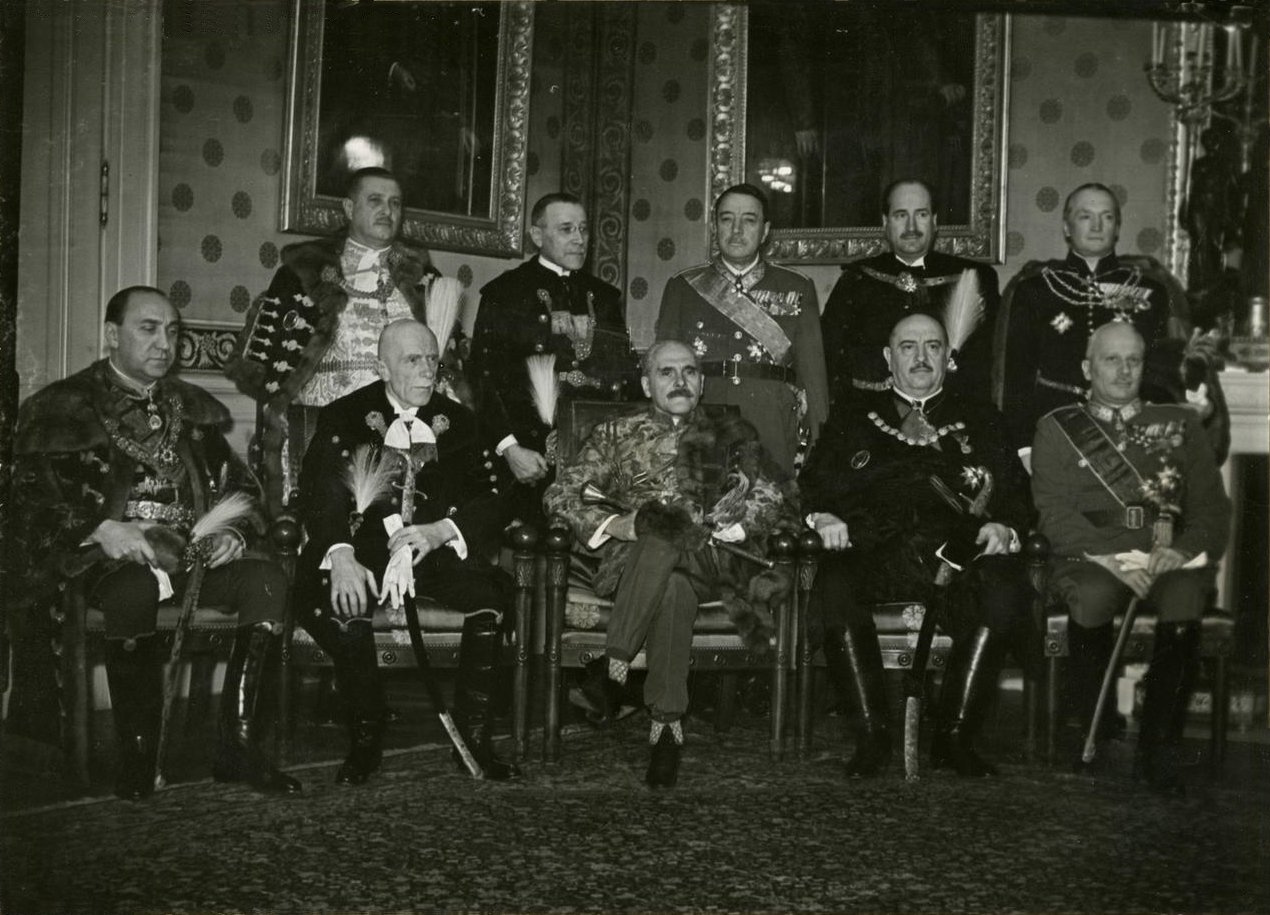
卡拉伊內閣